# Meissner-effect

Schema van het Meissner-effect. Magnetische veldlijnen, aangegeven als pijlen, worden uit de supergeleider gestoten als deze beneden de kritische temperatuur komt.

Het Meissner-effect, ook wel Meissner-Ochsenfeld-effect genoemd, is de totale afstoting van een magnetisch veld door een supergeleider onder de kritische temperatuur. Anders gezegd: de supergeleider heeft onder deze temperatuur geen magnetische flux meer. 
Als gevolg hiervan blijft een permanent magneetje zweven boven de supergeleider. Als een permanente magneet de supergeleider nadert, gaat in de supergeleider een elektrische stroom lopen die zijn ontstaan tegenwerkt, dus een spiegelbeeldig magnetisch veld opwekt. Door de supergeleiding zal de geïnduceerde stroom blijven lopen en de magneet boven de geleider blijven zweven. Doordat de magnetische veldlijnen worden vastgepind in de supergeleider zal de magneet niet van het magnetische veld afglijden.
Een uitwendig magnetisch veld wordt om de supergeleider heen gebogen en raakt de supergeleider niet aan. De maximale veldsterkte die een supergeleider kan ondervinden, wordt de kritische veldsterkte Bc genoemd. Wordt de veldsterkte groter dan Bc, dan zal de supergeleider terugkeren naar zijn normale toestand.

## Ontdekking
Begin jaren 1930 deed de Duitse natuurkundige Walther Meissner, samen met zijn assistent Robert Ochsenfeld, onderzoek naar de magnetische eigenschappen van materialen als ze supergeleidend worden. In 1933 ontdekte hij dat een loden cilinder, wanneer deze supergeleidend werd, de magnetische flux uitstootte. Niet alleen hadden Meissner en Ochsenfeld ontdekt dat de supergeleidende toestand wordt gekenmerkt door een weerstand nul, het is ook een volmaakt diamagnetische toestand met een magnetische permeabiliteit gelijk aan nul. 
Diamagnetisme is een eigenschap van een materiaal waardoor het een magnetisch veld kan creëren, tegengesteld aan een uitwendig magnetisch veld. Bij normale materialen wordt dit veroorzaakt door de rotatie van elektronen rond de kern van een atoom en is het effect zeer zwak waarneembaar. Bij supergeleiders is het effect veel sterker en wordt de illusie van diamagnetisme veroorzaakt door iets anders, namelijk door afschermende stromen die tegen het uitwendige magnetische veld inlopen.
Het Meissner-effect kan niet worden verklaard door een oneindige geleiding alleen. De verklaring is complexer en een eerste redelijk geslaagde poging kwam tot uiting in de London-vergelijkingen van  Fritz en Heinz London. Tijdens hun onderzoek naar het effect vonden de gebroeders London dat de elektrische stroom zich bevindt in een zeer dunne buitenste laag van de supergeleider. Deze oppervlaktestromen zijn zodanig georganiseerd dat het inwendige van de supergeleider afgeschermd wordt voor het uitwendige magnetisch veld. Deze penetratiediepte (λ) is een specifieke eigenschap van supergeleiders, en is ongeveer een tienduizendste millimeter dik.

## Verder onderzoek

### Meissner effect funneling
In 2011 werd in de Verenigde Staten evenzeer een opmerkelijk onderzoek gedaan naar (en/of met behulp van) het Meissner-effect door de onderzoekers: Sean P. McNeil en de hoogleraren Marc H. Weber en Kelvin G. Lynn van de Washington State University. De titel van het gepubliceerde document over hun onderzoek luidt "Meissner effect funneling". 

#### Verslag
De concentratie van een positronenbundel in een magneetveldtrechter werd gedemonstreerd met behulp van een gekoeld, zuiver niobium-eenkristal in het supergeleidingsgebied. Een toename van het magnetisch veld met 18% werd indirect gemeten door een gat in een cilindrisch niobiummonster. De testresultaten tonen de focustechniek van een geladen deeltjesstraal aan. Daarnaast hebben de onderzoeksresultaten implicaties op de helderheidsverbetering van positronenstralen en op de valstraal gebaseerde stralen (in het Engels ook wel "trap-based beams" genoemd).
De onderzoekers erkennen naar aanleiding van dit experiment dankbaar de nuttige gesprekken met de onderzoekers A. Hunt, C. F. Fisher en destijds onderzoeker aan de Universiteit Gent dr. Jérémie De Baerdemaeker en daarnaast de hulp van A. Lynn, B. Shurtliff, en G. Henry.  Dit onderzoek houdt sterk verband met het befaamde Meissner-effect. 